# 靈狐
《靈狐》（英語：[Fox Legend] 错误：{{Lang}}：文本有斜体标记（帮助）），1991年香港電影，由午馬自導自演，王祖賢、姚煒、李緯強主演。

## 劇情簡介
故事講述狐精胡雪姬（王祖賢飾）遵從母親的命令引誘販賣狐裘的衛家獨子十郎（李緯強飾），以求為死於衛家手中的群狐報仇，並使他因而家散人亡。但十郎的癡情最終被雪姬打動，雪姬即使被母親九尾琵琶精（姚煒飾）毒打，亦不忍心加害十郎。此時道行極高的獵王（午馬飾）受亡友所託，納十郎為徒及追殺雪姬，但十郎仍對雪姬癡心一片並向獵王保證雪姬是真心對他而構成衝突......

## 角色
| 演員   | 角色       |
| 王祖賢 | 雪姬       |
| 李緯強 | 十郎       |
| 午馬   | 獵王       |
| 姚煒   | 九尾琵琶精 |

## 相关信息
- 副导演：万山、沈成庸
- 音乐：黃霑

| 曲別   | 歌名           | 演唱者 |
| ------ | -------------- | ------ |
| 主題曲 | 《千生千世冤》 | 凤飞飞 |
| 插曲   | 《道士之歌》   |        |

## 外部連結
- 開眼電影網上《靈狐》的資料（繁體中文）
- 香港影庫上《靈狐》的資料（繁體中文）
- 时光网上《靈狐》的資料（简体中文）
- 豆瓣电影上《靈狐》的資料 （简体中文）
- 爛番茄上《靈狐》的資料（英文）
- AllMovie上《靈狐》的资料（英文）
- 互联网电影数据库（IMDb）上《靈狐》的资料（英文）